# Rumelische Kiefer

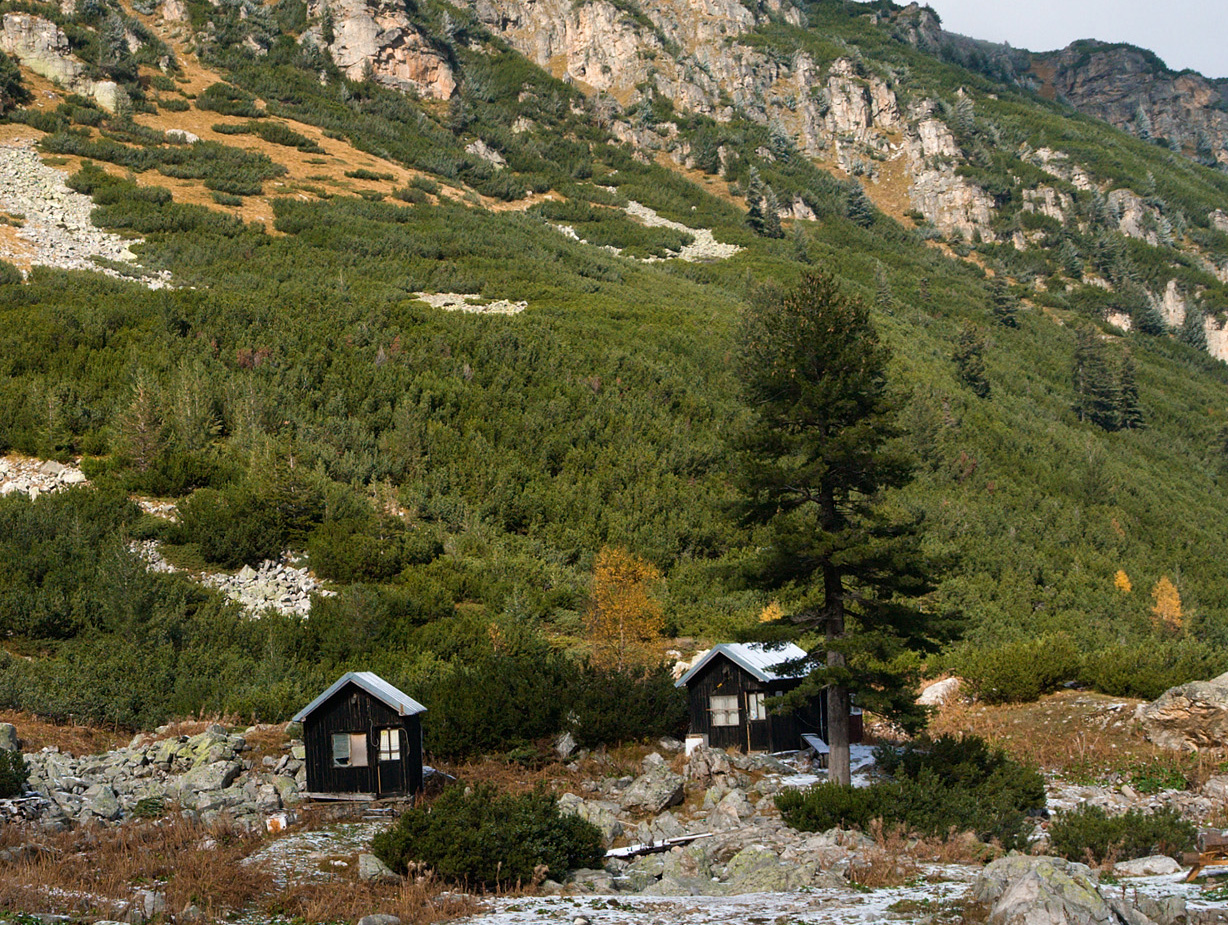
Habitus

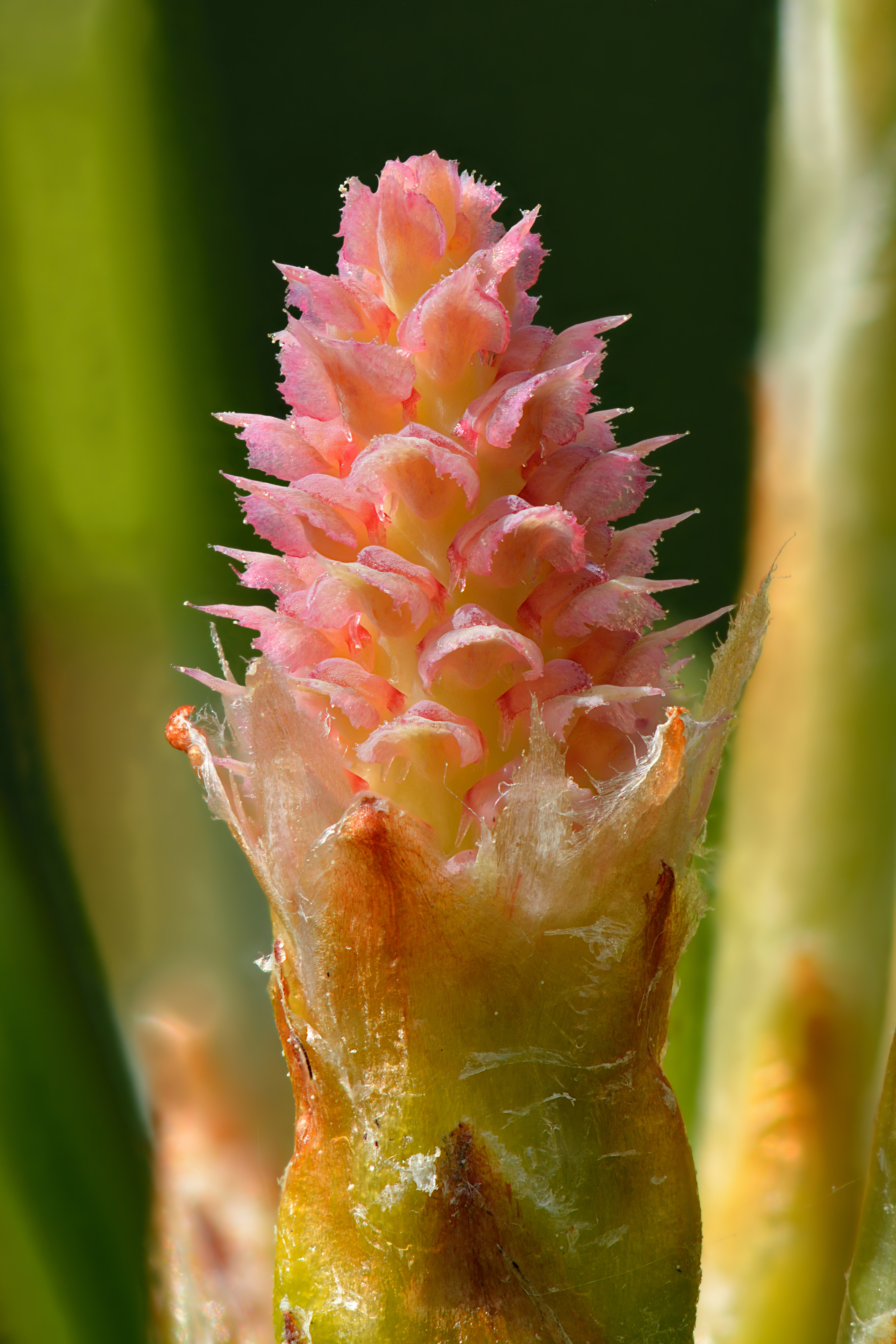
Weiblicher Zapfen

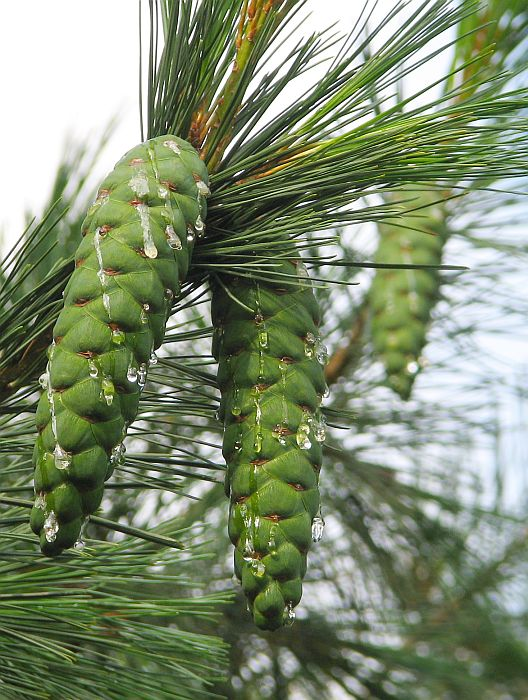
Unreife Zapfen

Die Rumelische Kiefer (Pinus peuce), auch Mazedonien-Kiefer, Mazedonische Kiefer oder Balkankiefer genannt, ist eine Pflanzenart in der Gattung Kiefern (Pinus). Sie ist eine endemische Nadelbaumart in den Gebirgen der südlichen Balkanhalbinsel mit der natürlichen Verbreitung im Prokletije sowie Teilen Nordmazedoniens, Bulgariens und Griechenlands. Im Deutschen ist die Rumelische Kiefer nach dem geographischen Namen Rumelien benannt, mit dem der europäische Teil des Osmanischen Reichs bezeichnet wurde.

## Allgemeines
In ihrem natürlichen Verbreitungsgebiet wächst die Rumelische Kiefer in lockeren Reinbeständen oder vergesellschaftet in der hochmontanen und subalpinen Vegetationsstufe in Höhen zwischen 800 und 2200 m und kommt bis an die obere Waldgrenze vor. Sie ist eine Lichtbaumart und bevorzugt mäßig nährstoffreiche sowie mittel- bis tiefgründige Silicat- oder Serpentinböden, gedeiht jedoch auch auf calciumcarbonatreichem Untergrund.
Auf der Balkanhalbinsel ist die Rumelische Kiefer heute ein wichtiger Forstbaum und wird auch im Tiefland angebaut. In den Wäldern Mitteleuropas ist ihre Verbreitung als Wirtschaftsbaumart unbedeutend, sie wird jedoch häufiger in Skandinavien kultiviert.
Gegenüber dem Blasenrostpilz Cronartium ribicola, der bei fünfnadeligen Kiefernarten eine Rindenblasenrosterkrankung (Strobenrost) hervorrufen kann, ist die Rumelische Kiefer nur wenig anfällig.

## Beschreibung

### Habitus
Die Rumelische Kiefer erreicht in höheren Berglagen selten Baumhöhen über 15 m. In tiefer gelegenen Regionen kann sie bis 30 m hoch werden. Sie ist schnellwüchsig und weist, ähnlich wie die Zirbelkiefer, eine kegelförmige Wuchsform auf. Im Freistand ist die Rumelische Kiefer bis zum Boden beastet. Die Äste sind kurz, dick und kahl, junge Triebe sind grünlich, kahl und glänzend.

### Nadeln
Die graugrünen Nadeln der Rumelischen Kiefer sitzen zu fünft auf einem Kurztrieb. Sie sind ca. 7 bis 10 cm lang und steif. Die Nadeln sind nicht hängend, wodurch sich die Rumelische Kiefer von der eng verwandten Tränenkiefer unterscheidet. Sie haben einen dreieckigen Querschnitt, sind spitzauslaufend und die Nadelränder sind fein gesägt. Auf jeder Nadelseite ist eine Spaltöffnung vorhanden. Die Nadeln verbleiben normalerweise zwei bis drei Jahre am Baum.

### Knospen
Die Knospen der Rumelischen Kiefer sind 5 bis 10 mm lang, schmal eiförmig, spitz zulaufend und verharzt.

### Blüten und Blütenzapfen
Die Rumelische Kiefer ist einhäusig getrenntgeschlechtig. Sie blüht im Mai und Juni. Die männlichen Blüten stehen ährenförmig um die Basis der jüngsten Langtriebe. Sie sind ca. 1 cm lang, walzenförmig und gelb bis leicht rötlich gefärbt.
Die weiblichen Blütenzapfen sind klein und gelblichrötlich. Sie stehen oft einzeln.

### Zapfen und Samen
Die Zapfen der Rumelischen Kiefer sind 8 bis 12 cm lang und sehr kurz gestielt. Sie sind seitlich abstehend oder hängend. Die längsgerillten Schuppen sind breit und relativ lang. Die „Schilder“ treten nur wenig hervor und sind etwas verdickt. Sie reifen im Oktober, 17 bis 18 Monate nach der Bestäubung. Im Gegensatz zu den Zapfenschuppen der Weymouthskiefer sind die Schuppen der reifen Zapfen bei der Rumelischen Kiefer an der Spitze leicht einwärts gebogen. Die 7 bis 8 mm großen Samen sind jeweils mit einem 14 bis 22 mm langen Flügel ausgestattet (Drehflieger). Häufig werden sie durch Vögel verbreitet.

### Chromosomenzahl
Die Chromosomenzahl beträgt 2n = 24.

### Borke
Die Borke der Rumelischen Kiefer ist in der Jugend glatt und silbergrau. Bei älteren Bäumen ist sie dunkler und rau. Später wird sie plattig-rissig und blättert schuppig ab.

## Systematik
Die Rumelische Kiefer wird innerhalb der Gattung der Kiefern (Pinus) der Untergattung Strobus (Haploxylon), der Sektion Quinquefoliae und der Subsektion Strobus zugeordnet. Die Erstbeschreibung der Art als Pinus peuce  erfolgte im Jahre 1846 durch den deutschen Botaniker August Heinrich Rudolf Grisebach in seinem Werk "Spicilegium florae rumelicae et bithynicae .." Band 2, Seite 349.